# Praslay
Praslay ist eine französische Gemeinde mit 82 Einwohnern (Stand 1. Januar 2022) im Département Haute-Marne in der Region Grand Est; sie gehört zum Arrondissement Langres und zum Kanton Villegusien-le-Lac. Sie ist Mitglied des Gemeindeverbandes Auberive Vingeanne et Montsaugeonnais.

## Geografie
Nordöstlich der Gemeinde entspringt der Fluss Aube.

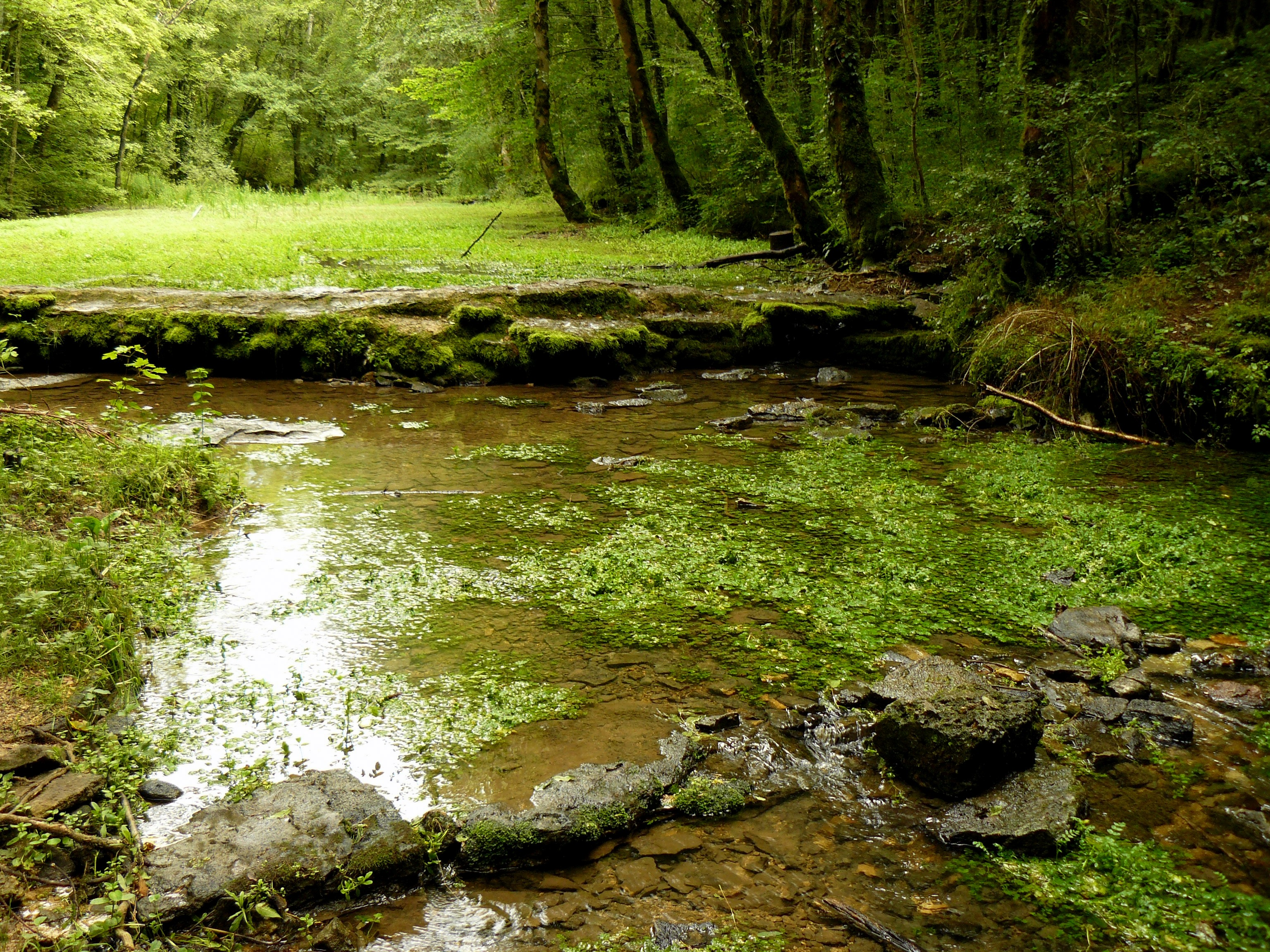
Aube-Quelle

## Bevölkerungsentwicklung
| Jahr      | 1962 | 1968 | 1975 | 1982 | 1990 | 1999 | 2006 | 2012 | 2018 |
| Einwohner | 142  | 152  | 135  | 63   | 58   | 66   | 68   | 68   | 76   |